# Bicicleta estática

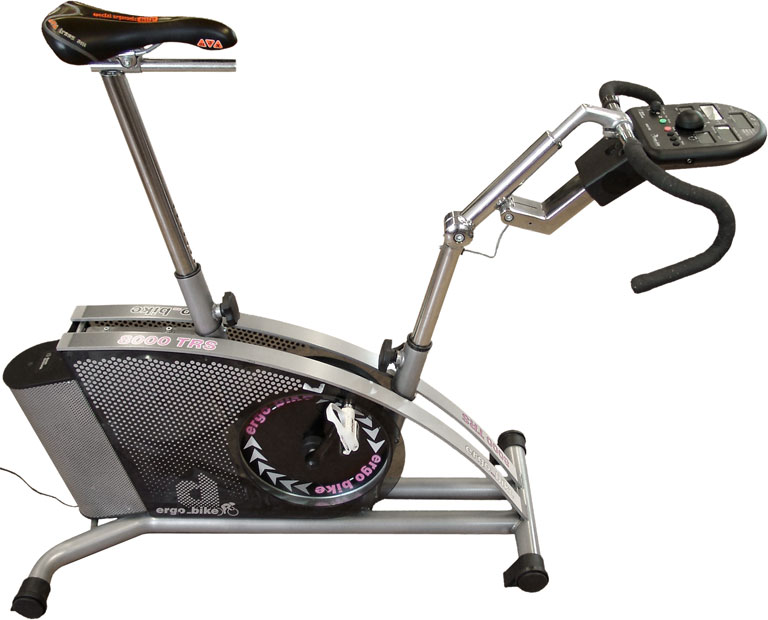
Bicicleta estática para ejercicio.

Una bicicleta estática o bicicleta fija es un aparato de gimnasio que simula el ejercicio de una bicicleta.
Hay varios tipos:
- Las convencionales o verticales.
- Las verticales plegables
- Las reclinadas
- Las de spinning
- La bicicleta elíptica
- La bicicleta con resistencia de aire para entrenamientos de crossfit

Se utiliza un freno que utiliza un rozamiento mecánico o magnético para hacer esfuerzo y no pedalear en vacío. También tiene una rueda de varios kg que hace que el pedaleo sea más suave. A excepción de la bicicleta con resistencia de viento, cuya fuerza e intensidad aumenta conforme se vaya aumentando la fuerza que se ejerce sobre los pedales.

## Usos
Las bicicletas estáticas se utilizan para hacer ejercicio, para mejorar la forma física general, para perder peso y para entrenar en eventos de ciclismo. La bicicleta estática se utiliza desde hace tiempo para la fisioterapia debido al ejercicio cardiovascular de bajo impacto, seguro y efectivo que proporciona. El movimiento de bajo impacto involucrado en el funcionamiento de una bicicleta estática no ejerce excesivo impacto sobre las articulaciones y no implica realizar  movimientos esporádicos como en otro tipo de equipamiento deportivo. Sin embargo, como en el ciclismo típico, el uso prolongado de una bicicleta estacionaria se ha relacionado con la disminución de la función sexual.
Las bicicletas estáticas también se usan para realizar pruebas físicas, es decir, como ergómetros para medir la potencia. Tradicionalmente, esto se hace imponiendo un cierto nivel de resistencia mecánicamente y / o midiendo distintos parámetros físiológicos. . Los ergómetros modernos e incluso muchas bicicletas estáticas de consumo están equipadas con sensores electrónicos y pantallas.
Los ergómetros, como CEVIS (Ergómetro de ciclo con aislamiento de vibraciones y sistema de estabilización), se usan en el espacio (por ejemplo, en la EEI) para contrarrestar el déficit  cardiovascular en el entorno de microgravedad.
Las bicicletas estacionarias también se usan para realizar pruebas físicas, es decir, para medir la potencia y el ejercicio.

## Tipos de Freno
El sistema de frenado es un elemento importante en el sistema mecánico de una bicicleta estática ya que va a proporcionar la intensidad del ejercicio. Este se realiza por la fricción o resistencia aplicada a una rueda de inercia metálica mediante una acción manual.
Existen principalmente dos tipos de sistema de frenado o regulación de la intensidad, magnético y electromagnético.

#### El freno de resistencia magnética
Consiste en imanes colocados alrededor de la rueda de la inercia que, para frenar, son de movimiento. El ajuste de la fuerza se realiza manualmente, mediante un comando colocado en el manillar, por desplazamiento de los imanes. 
El freno motorizado de resistencia magnética: en este sistema, es un motor que controla el movimiento de los imanes. El control es más preciso y hace que el movimiento sea más fluido. Además, puede controlarse mediante la computadora de a bordo en los ejercicios sin la intervención del usuario, por ejemplo, para ajustar la fuerza de acuerdo con un objetivo definido (frecuencia cardíaca, potencia, etc.). Este sistema es silencioso, con el ruido del motor listo y sin fricción.

#### Freno de resistencia electromagnética
La resistencia es proporcionada por un electroimán cuya fuerza está controlada eléctricamente. Este sistema ofrece las ventajas del freno magnético más mayor precisión, fluidez, y control realizado por la consola electrónica.
Los modelos con frenos electromagnéticos y magnéticos son perfectamente silenciosos y sin desgaste ya que no hay fricción.